# Лефранк, Жерар
Жерар Лефранк (фр. Gérard Lefranc; 7 мая 1935, Кале — 23 июня 2025) — французский фехтовальщик-шпажист, чемпион мира.

## Биография
Родился в 1935 году в Кале. В 1958 и 1959 году становился обладателем бронзовых медалей чемпионатов мира. В 1960 году принял участие в Олимпийских играх в Риме, но там французская команда шпажистов заняла лишь 9-е место. В 1961 году стал чемпионом Франции, а на чемпионате мира завоевал серебряную медаль. В 1962 году стал чемпионом мира.
Скончался 23 июня 2025 года в возрасте 90 лет.